# Sprężyna pierścieniowa

Sprężyna pierścieniowa

Sprężyna pierścieniowa składa się z pierścieni wewnętrznych (ściskanych) oraz zewnętrznych (rozciąganych) o stożkowych szlifowanych powierzchniach styku. Kąt stożka, ze względu na samohamowność, musi być większy od kąta tarcia i wynosi zwykle kilkanaście stopni.
Sprężyny tego typu są sztywne i mogą przenosić duże obciążenia przy niewielkich odkształceniach. Sprężyny pierścieniowe charakteryzują się dużą pętlą histerezy, ponieważ duże tarcie na styku powierzchni pierścieni powoduje rozpraszanie energii.